# PAEアポロン・ラリサス
アポロン・ラリッサFC（ギリシア語: ΑΟ Απόλλων Λάρισας, 英語: Apollon Larissa Football Club）は、ギリシャのラリサ県ラリサをホームタウンとするサッカークラブである。

## 歴史
1930年にラリサのアヴェロフィウ農業学校の学生によってジミトラ (Δήμητρα) として創設された。
1952年にアポロン (Απόλλων) に改称された。
1964年にベータ・エスニキに初参加した。
1997-98シーズンにキペロ・エラーダスで準々決勝に進出してイラクリス・テッサロニキと対戦した。
2018-19シーズンにフットボールリーグで3位の成績を残して、2019-20シーズンのリーグシステムの変更に伴って新創立されたスーパーリーグ2の参加資格を獲得した。

## タイトル

### 国内タイトル
- ガンマ・エスニキ：1回
  - 2016-17
- デルタ・エスニキ：2回
  - 1990-91, 2003-04

## 現所属メンバー
2022年9月25日現在
注：選手の国籍表記はFIFAの定めた代表資格ルールに基づく。
| No. | Pos. |              | 選手名                             |
| --- | ---- | ------------ | ---------------------------------- |
| 1   | GK   | イタリア     | ガブリエル・メリ                   |
| 2   | DF   | ギリシャ     | ヴァンゲリス・アヴロニティス       |
| 3   | DF   | ギリシャ     | ミハリス・ヤニツィス (第3主将)     |
| 4   | DF   | ギリシャ     | フリストス・カルシス               |
| 5   | MF   | ギリシャ     | プロドロモス・ポトソグル           |
| 6   | DF   | ギリシャ     | ハリラオス・フルキオティス         |
| 7   | MF   | イタリア     | マッティア・ダゴスティーノ         |
| 8   | MF   | ギリシャ     | アレクサンドロス・ハラツィス       |
| 9   | FW   | ギリシャ     | アンドレアス・スタマティス         |
| 10  | MF   | ギリシャ     | ディミトリオス・リテナス (第2主将) |
| 11  | FW   | ギリシャ     | サヴァス・シアトラヴァニス         |
| 12  | MF   | アルゼンチン | ルーカス・ガルシア                 |
| 14  | MF   | ブルガリア   | スタニスラフ・ジュルゲロフ         |

| No. | Pos. |            | 選手名                           |
| --- | ---- | ---------- | -------------------------------- |
| 16  | MF   | ギリシャ   | ニコラオス・ベキアリディス       |
| 17  | MF   | ギリシャ   | ディミトリオス・ジアカス         |
| 18  | MF   | ギリシャ   | アポストロス・コツィアヌリス     |
| 20  | GK   | ギリシャ   | ヤニス・イコノモプーロス         |
| 21  | FW   | ギリシャ   | ゲオルギオス・ザハラキス         |
| 23  | FW   | ギリシャ   | ヤニス・バロヤニス               |
| 24  | MF   | ベネズエラ | ヘルマン・コントレラス           |
| 27  | MF   | コソボ     | ブロン・フモリ                   |
| 55  | MF   | ギリシャ   | コンスタンティノス・ハツィス ()  |
| 71  | GK   | ギリシャ   | コンスタンティノス・バカロス     |
| 77  | MF   | ギリシャ   | ヴァンゲリス・ヌシオス           |
| 88  | DF   | ギリシャ   | ディミトリオス・クリンゴプーロス |
| 99  | DF   | ギリシャ   | パヴロス・ディヴァネス           |